# Mahala Andrews
Mahala Andrews (1939-1997) Fue una paleontóloga que trabajó para el Museo Nacional de Escocia. Durante su carrera, Andrews realizó muchos estudios sobre peces de aletas lobuladas Onychodus. Practicó la religión cristiana y falleció en la isla escocesa de Iona